# 強迫性壟斷
經濟學和商業倫理上，強迫性壟斷（Coercive monopoly）是壟斷的形式之一，在這種壟斷下公司能夠自行控制價格和生產的決策，而無需受到任何競爭力量影響，因為所有潛在的競爭力量都已被阻絕於市場之外了。儘管一些人注意到這種強迫壟斷也可能由公司自行達成，但幾乎大部分使用這一詞的人都是將其用以描述國家干預經濟而阻絕了競爭的情況。一些人則將這一詞定義為「所有透過強迫力量達成的壟斷」。

## 概要
市場上某種特定的產品或服務只有單獨一個提供者並不一定就構成強迫性的壟斷。強迫性壟斷指的是當市場上沒有任何競爭的機會—例如透過價格、技術、產品創新、或行銷技術的競爭全都被禁止時，這個市場便不會出現任何競爭者，強迫性壟斷於是產生。強迫性壟斷是保障壟斷者免於競爭的工具，由於確定了不可能有競爭者出現，壟斷者便能自行調整價格和生產決策。這種市場也被稱為無競爭市場。在強制性的壟斷下，市場上幾乎沒有任何動力能促使壟斷者增進其生產或服務品質，壟斷者往往還會進行價格的壟斷—簡單的說就是「漫天開價」。美國學者穆瑞·羅斯巴德（Murray Newton Rothbard）指出，產品或服務的提供者可能會「使用暴力」以達成進行壟斷的有利條件，他並且指出：「強迫性壟斷者所提供的服務往往質量差勁而又毫無效率」。
與強迫性壟斷相反的是「非強迫性壟斷」，這種壟斷並不代表未來不會有競爭者出現，因此壟斷者若想繼續維持壟斷的地位，就必須時時刻刻考量其產品和服務在市場上的價值、調整其價格和改進生產決策，藉由拉低價格以阻絕其他任何可能的競爭者出現，這種壟斷也被稱為效率壟斷，由於潛在的競爭者沒有能力進行更為有效的生產、因此便無法和當前的壟斷者競爭。因此，在非強迫性壟斷下競爭者是有可能出現的，只是競爭者無法藉由這樣的競爭獲利（除非他們能尋找出更有效的生產方式以降低價格）。但在強迫性的壟斷下無論競爭者或獲利都不可能出現，在這樣的情況下，壟斷的公司得以隨意調整價格而完全無需顧慮可能的競爭者出現。
曾任美國聯邦準備理事會主席的經濟學家阿伦·格林斯潘（Alan Greenspan）認為這樣的強迫性壟斷「只有可能是由政府干預所造成的—藉由社會管制、補貼、或特權等手段」。主張強迫性壟斷只有可能是由政府干預造成的人通常是屬於自由放任的擁護者，他們通常也反對反托拉斯法案。不過，一些商業倫理學家也假設自由市場可能會出現強迫性的壟斷。一些經濟學家則認為是政府「製造」了強迫性的壟斷。舉例而言，自然垄断的理論通常被用以正當化政府壟斷的設立，禁止所有政府企業或政府特許企業之外的競爭者出現，並且徹底管制價格。這種政府壟斷在電力、水力、和電信業上相當常見。社會主義的經濟學家支持這樣的強迫性壟斷，主張這樣做將能確保市場會依據國家的利益運作。而反對者如法官Richard Posner則對此批評道：政府設置的強迫性壟斷所造成的無謂損失最終將會超過任何可能從中獲得的利益。

## 強迫性壟斷的設立
當一個公司成功的運用強迫力量阻絕了所有競爭的可能性時，便產生了強迫性的壟斷。一個公司可能會透過非法的或非經濟上的手段（例如勒索）來達成強迫性壟斷的位置。一個公司也可以透過非強迫性的方式（如直接在市場上擊敗其他所有競爭者）達成壟斷目標，一旦公司成為了唯一的供應者，在理論上便將能建立起一道強制性的「入口障礙」阻絕其他競爭者的加入。這種形式的壟斷最知名的例子之一是在1920年代的美國，禁酒令的實行導致大量非法走私和販賣酒類的集團犯罪出現。其中最知名的走私集團之一是芝加哥的艾爾·卡彭（Al Capone），他藉由販賣私酒的利潤在芝加哥建立起一個龐大的犯罪帝國，並藉由暴力或恐嚇等手段阻止其他競爭者加入。然而，這個例子正恰好說明了政府干預所造成的後果—公開的酒類製造和販賣都被法律禁止，然而卻無法禁止市場上對對酒類的需求，於是使得走私和私釀酒類有大量利潤可圖，而這些非法生意都沒有根基於貿易的契約上。
歷史上也有一些例子被某些人認為是屬於未透過政府影響的強迫性壟斷，並且試圖以反托拉斯法來解決這些問題。舉例而言，在美國對微軟案連結 （页面存档备份，存于）中，原告方控訴微軟「強迫」苹果电脑簽訂了禁止競爭的合約。开放源代码促进会的成員Eric Raymond對此評論道：「法庭所宣判的是許多人不曾想過的事實—微軟真的是一個強迫性的壟斷公司」儘管法庭的宣判對微軟不利，但許多人仍然認為微軟並非強迫性的壟斷。另一個例子是1945年的美國對美國鋁公司（Alcoa）案，法庭宣判Alcoa公司的作為是「排除競爭者的」。
自由放任經濟政策的擁護者認為強迫性的壟斷只有可能是透過政府的干預造成的，並且也替非強迫性壟斷辯護。他們主張任何能夠提供更好產品或更低價格的公司都有資格成為非強迫性的壟斷者—只要是在其他競爭者可以自由加入的情況下。他們主張這些非強迫性的壟斷者通常將他們的價格降的很低，正是因為他們了解到這是唯一能夠排除其他競爭者加入的方式。換句話說，即使市場上沒有競爭者存在，競爭者出現的可能性也會有效地影響這些非強迫性壟斷者的價格和生產決策。就如同強迫性壟斷者通常是在確保了沒有競爭者會出現後，才能開始對消費者漫天喊價。一些人認為價格的低廉與否正是判斷壟斷的強迫性與否的標準。
透過法律所頒布的強迫力量毫無疑問是強迫性的壟斷。在政府進行的壟斷裡，由政府直接指揮的代理機構本身便成為了壟斷者，而強迫性的壟斷地位則可以透過那些禁止競爭的法律或管制加以維持，或者由政府全盤控制生產的要素。在開發中的產油國家相當常見的國有石油公司（如沙烏地阿拉伯的Aramco、委內瑞拉的PDVSA）都是國家實行國有化壟斷自然資源的例子；而美國郵政管理局（USPS）也是國家透過法律設立壟斷的例子之一，在法律規定下郵政管理局得以排除联合包裹服务公司和聯邦快遞等商業公司的競爭，壟斷某些信件包裹的投遞服務。1
而由政府間接授權的壟斷也與政府直接的壟斷類似，但兩者在壟斷者的決策過程上有所差異。在政府直接的壟斷中，壟斷的所有權屬於政府自身、以及那些在政府指揮下管理壟斷的政府部門人員。而在政府授權的壟斷中，壟斷的強迫性是透過法律授與的，但壟斷的所有權是屬於由政府授權的私人公司的，決策的過程是由這些私人公司進行。政府授權壟斷的例子包括了美國許多壟斷性質的有线电视產業和水力公司、在許多國家由政府授權的石油開採獨占權如标准石油、以及歷史悠久的殖民地「股份」公司如荷兰东印度公司—由重商主义政府授與的殖民地獨占特權。
經濟學家Lawrence Reed宣稱政府在沒有明確禁止競爭的情況下也有能力製造強迫性的壟斷，政府只需授與一間公司「特權、豁免權、或是補貼」便能大為增加其他競爭者的負擔。舉例而言，阿伦·格林斯潘主張美國在19世紀對於西部的鐵路公司的土地補貼造成了強迫性的壟斷，他宣稱：「在聯邦政府的協助下，鐵路產業界的其中一部分公司得以『掙脫』其他公司的競爭」。除此之外，他主張當時政府施加的管制使得規模較小的公司無法與產業界的大公司競爭。
經濟學家、同時也是知名無政府資本主義者的穆瑞·羅斯巴德主張國家本身便是強制性的壟斷，因為國家使用「暴力」建立了「控制警察、兵役、法律、司法決策、以及對於土地（『公有土地』）、街道、和公路、河流、以及郵政等的強制壟斷。」他指出「強迫性壟斷者所提供的服務往往質量差勁而又毫無效率。」除此之外無政府資本主義者們通常主張這些服務應該開放由市場競爭，因為開放的競爭將能使這些服務價格更低、品質更高。

## 政治爭論
在一般的用詞裡，稱呼某人或某件事情「強迫」是帶有譴責意味的。但應該注意的是「強迫性壟斷」一詞僅只適用於經濟上的定義，指的也只是一種特定的壟斷形式，並不表示這一詞有涉及到「壟斷是否應該存在」的問題（因為壟斷還分為強迫性與非強迫性的）。因此，在強迫性壟斷的範疇上通常牽扯至兩個顯著的政治爭論問題：
1. 這個壟斷是否是透過強迫力量的方法加以建立和維持的（例如在事實上禁止競爭）
2. 運用強迫方式來建立和維持壟斷是否是正當的

第一個問題的爭論通常是聚焦於入口障礙的問題上，一些人認為入口障礙的確存在、一些人則認為並不存在。
第二個問題的爭論通常是聚焦於這些由政府干預力量—如透過補貼、國家壟斷、或國家授權壟斷所建立和維持的壟斷是否具有正當性。自由放任經濟政策的擁護者通常反對所有形式的政府壟斷或授權壟斷，認為那將會限制了自由市場（要不是根基於自然權利的論點、就是根基於功利主义的論點，或者兩者綜合）。經濟干預的支持者通常主張若是沒有政府的干預，大企業將能支配整個經濟的活動，藉由私人的企業聯合和壟斷損害勞工和消費者的利益。他們並提倡由國家授權壟斷、以及其他方式如反托拉斯法來解決前述問題—認為這樣一來民選的政府便能對大企業施加控制，以此促進人民的利益。
自由市場的擁護者則認為這些擔憂是錯誤的，因為在某種程度上，唯一能長時間保持經濟穩定的強迫性壟斷只有可能是由國家干預造成的：他們還舉出了許多被宣稱為強迫性壟斷的例子—例如标准石油—其實根本不是強迫性的壟斷。舉例而言，當標準石油被控告壟斷時，標準石油在石油精練市場上的64%佔有度是經過了與一百個以上的其他公司激烈競爭才取得的。他們主張在自由市場的競爭下，任何試圖運用壟斷力量的公司都會因此而促進經濟上的競爭動機，於是競爭者的浮現便打破了壟斷狀態。這種理論的支持者通常排斥自然壟斷的概念，認為自然壟斷理論只不過是一種神話以及國家干預自由市場的藉口罷了。

## 外部連結
- The Question of Monopolies Nathaniel Branden對於強迫性壟斷的定義和討論
- Antitrust Policy As Corporate Welfare by Clyde Wayne Crews Jr 「強迫的壟斷力量並不會在自願的交易行動中產生。希望決策者能體認到這件事實：政府不可能保護公眾免受壟斷力量之害，因為政府就是那種力量的源頭。」
- Antitrust Laws Harm Consumers and Stifle Competition by Edward W. Younkins （页面存档备份，存于） 「一個強迫性的壟斷只有可能是透過政府干預的行動所產生—透過特殊管制、補貼、或特權的形式」
- Antitrust by Alan Greenspan 檢視激烈的競爭最終是否會導致強迫性壟斷的建立
- The judicial hacker （页面存档备份，存于） 由Lawrence Kudlow 「微軟與傳統的強迫性壟斷並不相同」
- Regulation and monopoly （页面存档备份，存于） 由Lawrence Reed - 比較強迫性壟斷與效率壟斷
- Witch-hunting for Robber Barons: The Standard Oil Story 宣稱政府藉由授與公司特權製造強迫性壟斷